# Tour Down Under 2025
La 25e édition du Tour Down Under (officiellement nommé Santos Tour Down Under), une course cycliste par étapes, a lieu du 21 au 26 janvier 2025 en Australie. L'épreuve se déroule sur six jours entre Prospect et Adélaïde sur un parcours de 819,9 km. C'est la première épreuve de l'UCI World Tour 2025, le calendrier le plus important du cyclisme sur route.
Cette année, Jhonatan Narváez (UAE Emirates XRG) remporte le Tour Down Under. Javier Romo (Movistar) et Finn Fisher-Black (Red Bull-Bora-Hansgrohe) complètent le podium. 

## Présentation

### Parcours
L'épreuve est constituée de six étapes en ligne. 
La 1re est une étape de 150,8km avec 2 386 mètres de dénivelés positifs accompagnées de trois KOM, le dernier se situe à 30km de l’arrivée. Les coureurs partent de Prospect à Adelaïde et arrivent à Gumeracha (en) où aura probablement lieu un sprint en petit comité, en effet l’étape est propice aux échappées.  
La 2e étape est une boucle dans la région de la Vallée de la Barossa, relativement courte (128,8km), c’est une opportunité pour les sprinteurs passant les bosses, bien que le vent puisse jouer un rôle important dans le déroulement de la course.  
La 3e étape de 147,5km introduit une nouvelle difficulté avec l'ascension de Knotts Hill une montée exigeante avec des passages à 22 %. Les vrais puncheurs auront ici leur première grande occasion de faire la différence pour le classement général. 
La 4e étape est la plus longue étape de cette édition (157,2km) et traverse la côte sud australienne. Les baroudeurs tenteront leur chance, mais les équipes de sprinteurs devraient contrôler pour une arrivée massive à Victor Harbor. 
La 5e étape est la célèbre étape annuelle avec la double ascension du Willunga Hill où se jouera probablement le classement général. L’étape reine de ce tour comporte une montée de 3km à près de 7,5% de moyenne, l’an dernier, sur ces pentes, Oscar Onley s’était imposé devant Stephen Williams qui avait finalement remporté la course. 
La 6e et dernière étape est un circuit urbain dans les rues d'Adélaïde. Parfait pour une arrivée au sprint au vu de sa distance de 90 km, elle couronnera également le vainqueur du classement général, à moins qu'un baroudeur ne tente un coup. 

### Équipes
| WorldTeams (18)- Alpecin-Deceuninck - Arkéa-B&B Hotels - Bahrain-Victorious - Cofidis - Decathlon AG2R La Mondiale Team - EF Education-EasyPost - Groupama-FDJ - Ineos Grenadiers - Intermarché-Wanty - Lidl-Trek - Movistar Team - Red Bull-BORA-hansgrohe - Soudal Quick-Step - Team Jayco AlUla - Team Picnic-PostNL - Team Visma \| Lease a Bike - UAE Team Emirates XRG - XDS Astana Team ProTeam- Israel-Premier Tech Équipe nationale sponsorisée- UniSA-Australia |
| |

### Favoris
Pour les favoris au classement général, on retrouve quelques coureurs prêts à se disputer la victoire finale. Stephen Williams, tenant du titre, sera à surveiller de près, tout comme Luke Plapp,  reconnu pour sa polyvalence. Jay Vine, fort de ses capacités en montagne et vainqueur en 2023, et Alberto Bettiol, spécialiste des courses difficiles, auront également leur mot à dire. Quant à Ion Izagirre, le vétéran de la Cofidis, pourrait miser sur son expérience pour se démarquer.
Pour le classement par points, Bryan Coquard, sprinteur explosif, apparaît comme un sérieux prétendant, tout comme Sam Welsford et Phil Bauhaus, habitués des sprints massifs en Australie. Tim Torn Teutenberg, jeune sprinteur prometteur, pourrait également surprendre.
Enfin, le classement du maillot blanc, récompensant le meilleur jeune, s’annonce disputé entre Pablo Torres, Matthew Brennan et Lukas Nerurkar, trois coureurs affichant déjà de belles capacités en montagne malgré leur jeune âge.

## Étapes
Ce Tour Down Under comporte six étapes pour un total de 819,9 kilomètres à parcourir.
| Étape     | Date     | Villes étapes                | type                      | Distance (km) | Dénivelé (m) | Vainqueur d'étape | Leader du classement général |
| --------- | -------- | ---------------------------- | ------------------------- | ------------- | ------------ | ----------------- | ---------------------------- |
| 1re étape | 21 janv. | Prospect – Gumeracha         | étape de plaine           | 150,7         | 1 595 m      | Sam Welsford      | Sam Welsford                 |
| 2e étape  | 22 janv. | Tanunda – Tanunda            | étape vallonnée           | 128,8         | 1 253 m      | Sam Welsford      | Sam Welsford                 |
| 3e étape  | 23 janv. | Norwood – Uraidla            | étape vallonnée           | 147,5         | 2 648 m      | Javier Romo       | Javier Romo                  |
| 4e étape  | 24 janv. | Glenelg – Victor Harbor      | étape de plaine           | 157,2         | 2 027 m      | Bryan Coquard     | Javier Romo                  |
| 5e étape  | 25 janv. | McLaren Vale – Willunga Hill | étape de moyenne montagne | 145,7         | 1 764 m      | Jhonatan Narváez  | Jhonatan Narváez             |
| 6e étape  | 26 janv. | Adélaïde – Adélaïde          | étape de plaine           | 90            | 627 m        | Sam Welsford      | Jhonatan Narváez             |

## Déroulement de la course

### 1reétape
La première attaque de ce tour est signée Bastien Tronchon pour l’équipe Decathlon AG2R La Mondiale. Il est suivi par les Australiens Fergus Browning et Zac Marriage. Le premier sprint intermédiaire est remporté par le Français qui décide alors de se relever. Les deux Australiens continuent tout de même leur échappée et sont rattrapés à 20 km de la ligne d’arrivée. Emmené par Danny van Poppel, Sam Welsford est déposé à quelques centaines de mètres de l’arrivée et remporte cette première étape, comme l’an passé. La 2e place revient à Matthew Brennan alors que le podium est complété par Matthew Walls. À noter que Browning, l’un des deux échappés, s’empare de la tête du classement du meilleur grimpeur.
| \| Classement de l'étape \| Classement de l'étape \| Classement de l'étape \| Classement de l'étape \| Classement de l'étape \| \| Coureur \| Coureur \| Pays \| Équipe \| Temps \| \| --------------------- \| --------------------- \| --------------------- \| -------------------------- \| --------------------- \| \| 1er \| Sam Welsford \| Australie \| Red Bull-Bora-Hansgrohe \| 3 h 26 min 38 s \| \| 2e \| Matthew Brennan \| Royaume-Uni \| Team Visma \\| Lease a Bike \| + 0 s \| \| 3e \| Matthew Walls \| Royaume-Uni \| Groupama-FDJ \| + 0 s \| \| 4e \| Tim Torn Teutenberg \| Allemagne \| Lidl-Trek \| + 0 s \| \| 5e \| Ben Swift \| Royaume-Uni \| Ineos Grenadiers \| + 0 s \| \| 6e \| Simon Dehairs \| Belgique \| Alpecin-Deceuninck \| + 0 s \| \| 7e \| Corbin Strong \| Nouvelle-Zélande \| Israel-Premier Tech \| + 0 s \| \| 8e \| Rui Oliveira \| Portugal \| UAE Team Emirates XRG \| + 0 s \| \| 9e \| Phil Bauhaus \| Allemagne \| Bahrain Victorious \| + 0 s \| \| 10e \| Jacopo Mosca \| Italie \| Lidl-Trek \| + 0 s \| |                     |                  |                            |                 |
| |                     |                  |                            |                 |
| |                     |                  |                            |                 |
| Classement de l'étape |                     |                  |                            |                 |
| Coureur | Coureur             | Pays             | Équipe                     | Temps           |
| 1er | Sam Welsford        | Australie        | Red Bull-Bora-Hansgrohe    | 3 h 26 min 38 s |
| 2e | Matthew Brennan     | Royaume-Uni      | Team Visma \| Lease a Bike | + 0 s           |
| 3e | Matthew Walls       | Royaume-Uni      | Groupama-FDJ               | + 0 s           |
| 4e | Tim Torn Teutenberg | Allemagne        | Lidl-Trek                  | + 0 s           |
| 5e | Ben Swift           | Royaume-Uni      | Ineos Grenadiers           | + 0 s           |
| 6e | Simon Dehairs       | Belgique         | Alpecin-Deceuninck         | + 0 s           |
| 7e | Corbin Strong       | Nouvelle-Zélande | Israel-Premier Tech        | + 0 s           |
| 8e | Rui Oliveira        | Portugal         | UAE Team Emirates XRG      | + 0 s           |
| 9e | Phil Bauhaus        | Allemagne        | Bahrain Victorious         | + 0 s           |
| 10e | Jacopo Mosca        | Italie           | Lidl-Trek                  | + 0 s           |

| \| Classement général \| Classement général \| Classement général \| Classement général \| Classement général \| \| Coureur \| Coureur \| Pays \| Équipe \| Temps \| \| ------------------ \| ------------------- \| ------------------ \| -------------------------- \| ------------------ \| \| 1er \| Sam Welsford \| Australie \| Red Bull-Bora-Hansgrohe \| 3 h 26 min 28 s \| \| 2e \| Matthew Brennan \| Royaume-Uni \| Team Visma \\| Lease a Bike \| + 4 s \| \| 3e \| Zac Marriage \| Australie \| UniSA-Australia \| + 5 s \| \| 4e \| Matthew Walls \| Royaume-Uni \| Groupama-FDJ \| + 6 s \| \| 5e \| Bastien Tronchon \| France \| Decathlon-AG2R La Mondiale \| + 7 s \| \| 6e \| Fergus Browning \| Australie \| UniSA-Australia \| + 7 s \| \| 7e \| Jhonatan Narváez \| Équateur \| UAE Team Emirates XRG \| + 9 s \| \| 8e \| Tim Torn Teutenberg \| Allemagne \| Lidl-Trek \| + 10 s \| \| 9e \| Ben Swift \| Royaume-Uni \| Ineos Grenadiers \| + 10 s \| \| 10e \| Simon Dehairs \| Belgique \| Alpecin-Deceuninck \| + 10 s \| |                     |             |                            |                 |
| |                     |             |                            |                 |
| |                     |             |                            |                 |
| Classement général |                     |             |                            |                 |
| Coureur | Coureur             | Pays        | Équipe                     | Temps           |
| 1er | Sam Welsford        | Australie   | Red Bull-Bora-Hansgrohe    | 3 h 26 min 28 s |
| 2e | Matthew Brennan     | Royaume-Uni | Team Visma \| Lease a Bike | + 4 s           |
| 3e | Zac Marriage        | Australie   | UniSA-Australia            | + 5 s           |
| 4e | Matthew Walls       | Royaume-Uni | Groupama-FDJ               | + 6 s           |
| 5e | Bastien Tronchon    | France      | Decathlon-AG2R La Mondiale | + 7 s           |
| 6e | Fergus Browning     | Australie   | UniSA-Australia            | + 7 s           |
| 7e | Jhonatan Narváez    | Équateur    | UAE Team Emirates XRG      | + 9 s           |
| 8e | Tim Torn Teutenberg | Allemagne   | Lidl-Trek                  | + 10 s          |
| 9e | Ben Swift           | Royaume-Uni | Ineos Grenadiers           | + 10 s          |
| 10e | Simon Dehairs       | Belgique    | Alpecin-Deceuninck         | + 10 s          |

### 2eétape
Les échappés du jour sont Patrick Konrad pour la Lidl-Trek, Georg Zimmermann pour la Intermarché-Wanty et le porteur du maillot rouge Fergus Browning. Cette échappée est rattrapée dans la dernière ascension du Menglers Hill par un peloton mené par la formation Red Bull-Bora-Hansgrohe. C’est justement le sprinteur de cette formation qui réalise un doublé en remportant cette étape devant Arne Marit et Bryan Coquard. Son poisson-pilote, Danny van Poppel, est déclassé après avoir mené un sprint jugé irrégulier et empoche un carton jaune, signe d’une suspension de 7 jours de toute course professionnelle.
| \| Classement de l'étape \| Classement de l'étape \| Classement de l'étape \| Classement de l'étape \| Classement de l'étape \| \| Coureur \| Coureur \| Pays \| Équipe \| Temps \| \| --------------------- \| --------------------- \| --------------------- \| ----------------------- \| --------------------- \| \| 1er \| Sam Welsford \| Australie \| Red Bull-Bora-Hansgrohe \| 3 h 01 min 22 s \| \| 2e \| Arne Marit \| Belgique \| Intermarché-Wanty \| + 0 s \| \| 3e \| Bryan Coquard \| France \| Cofidis \| + 0 s \| \| 4e \| Tim Torn Teutenberg \| Allemagne \| Lidl-Trek \| + 0 s \| \| 5e \| Tobias Lund Andresen \| Danemark \| Team Picnic-PostNL \| + 0 s \| \| 6e \| Henri Uhlig \| Allemagne \| Alpecin-Deceuninck \| + 0 s \| \| 7e \| Samuel Watson \| Royaume-Uni \| Ineos Grenadiers \| + 0 s \| \| 8e \| Corbin Strong \| Nouvelle-Zélande \| Israel-Premier Tech \| + 0 s \| \| 9e \| Alexis Renard \| France \| Cofidis \| + 0 s \| \| 10e \| Matthew Walls \| Royaume-Uni \| Groupama-FDJ \| + 0 s \| |                      |                  |                         |                 |
| |                      |                  |                         |                 |
| |                      |                  |                         |                 |
| Classement de l'étape |                      |                  |                         |                 |
| Coureur | Coureur              | Pays             | Équipe                  | Temps           |
| 1er | Sam Welsford         | Australie        | Red Bull-Bora-Hansgrohe | 3 h 01 min 22 s |
| 2e | Arne Marit           | Belgique         | Intermarché-Wanty       | + 0 s           |
| 3e | Bryan Coquard        | France           | Cofidis                 | + 0 s           |
| 4e | Tim Torn Teutenberg  | Allemagne        | Lidl-Trek               | + 0 s           |
| 5e | Tobias Lund Andresen | Danemark         | Team Picnic-PostNL      | + 0 s           |
| 6e | Henri Uhlig          | Allemagne        | Alpecin-Deceuninck      | + 0 s           |
| 7e | Samuel Watson        | Royaume-Uni      | Ineos Grenadiers        | + 0 s           |
| 8e | Corbin Strong        | Nouvelle-Zélande | Israel-Premier Tech     | + 0 s           |
| 9e | Alexis Renard        | France           | Cofidis                 | + 0 s           |
| 10e | Matthew Walls        | Royaume-Uni      | Groupama-FDJ            | + 0 s           |

| \| Classement général \| Classement général \| Classement général \| Classement général \| Classement général \| \| Coureur \| Coureur \| Pays \| Équipe \| Temps \| \| ------------------ \| ------------------ \| ------------------ \| -------------------------- \| ------------------ \| \| 1er \| Sam Welsford \| Australie \| Red Bull-Bora-Hansgrohe \| 6 h 27 min 40 s \| \| 2e \| Arne Marit \| Belgique \| Intermarché-Wanty \| + 14 s \| \| 3e \| Matthew Brennan \| Royaume-Uni \| Team Visma \\| Lease a Bike \| + 14 s \| \| 4e \| Patrick Konrad \| Autriche \| Lidl-Trek \| + 15 s \| \| 5e \| Georg Zimmermann \| Allemagne \| Intermarché-Wanty \| + 15 s \| \| 6e \| Zac Marriage \| Australie \| UniSA-Australia \| + 15 s \| \| 7e \| Fergus Browning \| Australie \| UniSA-Australia \| + 15 s \| \| 8e \| Matthew Walls \| Royaume-Uni \| Groupama-FDJ \| + 16 s \| \| 9e \| Bryan Coquard \| France \| Cofidis \| + 16 s \| \| 10e \| Bastien Tronchon \| France \| Decathlon-AG2R La Mondiale \| + 16 s \| |                  |             |                            |                 |
| |                  |             |                            |                 |
| |                  |             |                            |                 |
| Classement général |                  |             |                            |                 |
| Coureur | Coureur          | Pays        | Équipe                     | Temps           |
| 1er | Sam Welsford     | Australie   | Red Bull-Bora-Hansgrohe    | 6 h 27 min 40 s |
| 2e | Arne Marit       | Belgique    | Intermarché-Wanty          | + 14 s          |
| 3e | Matthew Brennan  | Royaume-Uni | Team Visma \| Lease a Bike | + 14 s          |
| 4e | Patrick Konrad   | Autriche    | Lidl-Trek                  | + 15 s          |
| 5e | Georg Zimmermann | Allemagne   | Intermarché-Wanty          | + 15 s          |
| 6e | Zac Marriage     | Australie   | UniSA-Australia            | + 15 s          |
| 7e | Fergus Browning  | Australie   | UniSA-Australia            | + 15 s          |
| 8e | Matthew Walls    | Royaume-Uni | Groupama-FDJ               | + 16 s          |
| 9e | Bryan Coquard    | France      | Cofidis                    | + 16 s          |
| 10e | Bastien Tronchon | France      | Decathlon-AG2R La Mondiale | + 16 s          |

### 3eétape
Comme depuis le début de la compétition, Browning prend l’échappée matinale accompagnée de l'expérimenté Geoffrey Bouchard. Ces derniers sont repris avant la dernière ascension par le peloton mené par Rémy Rochas. À la bascule du Knotts Hill, Javier Romo place une attaque tranchante et aucun coureur ne le suit, il parvient à conserver son avance durant la descente et s’impose en solitaire sur cette 3e étape. Derrière, Jhonatan Narváez règle le peloton devant Finn Fisher-Black. Le maillot de leader est récupéré par l’Espagnol qui a alors 8s d’avance sur son dauphin.
| \| Classement de l'étape \| Classement de l'étape \| Classement de l'étape \| Classement de l'étape \| Classement de l'étape \| \| Coureur \| Coureur \| Pays \| Équipe \| Temps \| \| --------------------- \| --------------------- \| --------------------- \| -------------------------- \| --------------------- \| \| 1er \| Javier Romo \| Espagne \| Movistar Team \| 3 h 46 min 01 s \| \| 2e \| Jhonatan Narváez \| Équateur \| UAE Team Emirates XRG \| + 5 s \| \| 3e \| Finn Fisher-Black \| Nouvelle-Zélande \| Red Bull-Bora-Hansgrohe \| + 5 s \| \| 4e \| Albert Philipsen \| Royaume du Danemark \| Lidl-Trek \| + 5 s \| \| 5e \| Thomas Gloag \| Royaume-Uni \| Team Visma \\| Lease a Bike \| + 5 s \| \| 6e \| Patrick Konrad \| Autriche \| Lidl-Trek \| + 5 s \| \| 7e \| Andrea Bagioli \| Italie \| Lidl-Trek \| + 5 s \| \| 8e \| Bastien Tronchon \| France \| Decathlon-AG2R La Mondiale \| + 5 s \| \| 9e \| Rémy Rochas \| France \| Groupama-FDJ \| + 5 s \| \| 10e \| Magnus Sheffield \| États-Unis \| Ineos Grenadiers \| + 5 s \| |                   |                     |                            |                 |
| |                   |                     |                            |                 |
| |                   |                     |                            |                 |
| Classement de l'étape |                   |                     |                            |                 |
| Coureur | Coureur           | Pays                | Équipe                     | Temps           |
| 1er | Javier Romo       | Espagne             | Movistar Team              | 3 h 46 min 01 s |
| 2e | Jhonatan Narváez  | Équateur            | UAE Team Emirates XRG      | + 5 s           |
| 3e | Finn Fisher-Black | Nouvelle-Zélande    | Red Bull-Bora-Hansgrohe    | + 5 s           |
| 4e | Albert Philipsen  | Royaume du Danemark | Lidl-Trek                  | + 5 s           |
| 5e | Thomas Gloag      | Royaume-Uni         | Team Visma \| Lease a Bike | + 5 s           |
| 6e | Patrick Konrad    | Autriche            | Lidl-Trek                  | + 5 s           |
| 7e | Andrea Bagioli    | Italie              | Lidl-Trek                  | + 5 s           |
| 8e | Bastien Tronchon  | France              | Decathlon-AG2R La Mondiale | + 5 s           |
| 9e | Rémy Rochas       | France              | Groupama-FDJ               | + 5 s           |
| 10e | Magnus Sheffield  | États-Unis          | Ineos Grenadiers           | + 5 s           |

| \| Classement général \| Classement général \| Classement général \| Classement général \| Classement général \| \| Coureur \| Coureur \| Pays \| Équipe \| Temps \| \| ------------------ \| ------------------ \| ------------------- \| -------------------------- \| ------------------ \| \| 1er \| Javier Romo \| Espagne \| Movistar Team \| 10 h 13 min 51 s \| \| 2e \| Jhonatan Narváez \| Équateur \| UAE Team Emirates XRG \| + 8 s \| \| 3e \| Patrick Konrad \| Autriche \| Lidl-Trek \| + 10 s \| \| 4e \| Finn Fisher-Black \| Nouvelle-Zélande \| Red Bull-Bora-Hansgrohe \| + 10 s \| \| 5e \| Bastien Tronchon \| France \| Decathlon-AG2R La Mondiale \| + 12 s \| \| 6e \| Magnus Sheffield \| États-Unis \| Ineos Grenadiers \| + 15 s \| \| 7e \| Albert Philipsen \| Royaume du Danemark \| Lidl-Trek \| + 15 s \| \| 8e \| Jay Vine \| Australie \| UAE Team Emirates XRG \| + 15 s \| \| 9e \| Chris Harper \| Australie \| Team Jayco AlUla \| + 15 s \| \| 10e \| Andrea Bagioli \| Italie \| Lidl-Trek \| + 15 s \| |                   |                     |                            |                  |
| |                   |                     |                            |                  |
| |                   |                     |                            |                  |
| Classement général |                   |                     |                            |                  |
| Coureur | Coureur           | Pays                | Équipe                     | Temps            |
| 1er | Javier Romo       | Espagne             | Movistar Team              | 10 h 13 min 51 s |
| 2e | Jhonatan Narváez  | Équateur            | UAE Team Emirates XRG      | + 8 s            |
| 3e | Patrick Konrad    | Autriche            | Lidl-Trek                  | + 10 s           |
| 4e | Finn Fisher-Black | Nouvelle-Zélande    | Red Bull-Bora-Hansgrohe    | + 10 s           |
| 5e | Bastien Tronchon  | France              | Decathlon-AG2R La Mondiale | + 12 s           |
| 6e | Magnus Sheffield  | États-Unis          | Ineos Grenadiers           | + 15 s           |
| 7e | Albert Philipsen  | Royaume du Danemark | Lidl-Trek                  | + 15 s           |
| 8e | Jay Vine          | Australie           | UAE Team Emirates XRG      | + 15 s           |
| 9e | Chris Harper      | Australie           | Team Jayco AlUla           | + 15 s           |
| 10e | Andrea Bagioli    | Italie              | Lidl-Trek                  | + 15 s           |

### 4eétape
La journée débute de manière classique avec la formation de l’échappée , composée des néerlandais Ide Schelling (XDS Astana Team) et Taco Van Der Hoorn (Intermarché–Wanty), ainsi que du Suisse Mauro Schmid (Jayco AlUla ) et du jeune italien Giosuè Epis (Arkéa–B&B Hotels). Parmi cette échappée, c’est l’helvète Mauro Schmid, le plus véloce, qui remporte les 2 sprints de bonifications et récupère 6 secondes de bonifications, ce même Mauro Schmid qui quelque kilomètres plus loin lâchera ces compagnons d’échappés dans l’ascension de Netlle Hill, 1,8km à 8,4 % de moyenne, pour s’isoler en tête de course, une ascension qui sera fatale à certains sprinteurs, dont Sam Welsford (Red Bull–BORA-Hansgrohe). Mauro Schmid sera finalement repris à 13 kilomètres de la ligne, une multitude d’attaque a alors lieu de Pablo Torres ( UAE Team Emirates – XRG) à Patrick Konrad (Lidl–Trek Future Racing) en passant par Chris Harper (Jayco Alula), les coureurs les moins rapides tente de s’isoler, mais la Ineos, Cofidis et Bahrain gèrent les attaquant pour arriver grouper dans le dernier kilomètres. Le peloton est alors emmené par les coéquipiers de Samuel Watson (Ineos Grenadiers), lorsque Bryan Coquard (Cofidis) surprend ces adversaires en lançant le sprint de très loin, s’en suis alors un magnifique mano-à-mano avec l’allemand Phil Bauhaus (Bahrain Victorious) , qui tourne à l’avantage du français qui résiste avec brio à l’allemand et qui décroche comme en 2023 un succès d’étape sur les routes australiennes, le podium est lui complété par Jhonatan Narváez (UAE Team Emirates XRG), qui récupère 4 secondes de bonifications précieuse à la veille de l’étape reine avec l’arrivée à Willunga Hill.
| \| Classement de l'étape \| Classement de l'étape \| Classement de l'étape \| Classement de l'étape \| Classement de l'étape \| \| Coureur \| Coureur \| Pays \| Équipe \| Temps \| \| --------------------- \| --------------------- \| --------------------- \| -------------------------- \| --------------------- \| \| 1er \| Bryan Coquard \| France \| Cofidis \| 3 h 55 min 15 s \| \| 2e \| Phil Bauhaus \| Allemagne \| Bahrain Victorious \| + 0 s \| \| 3e \| Jhonatan Narváez \| Équateur \| UAE Team Emirates XRG \| + 0 s \| \| 4e \| Liam Walsh \| Australie \| UniSA-Australia \| + 0 s \| \| 5e \| Samuel Watson \| Royaume-Uni \| Ineos Grenadiers \| + 0 s \| \| 6e \| Tobias Lund Andresen \| Danemark \| Team Picnic-PostNL \| + 0 s \| \| 7e \| Corbin Strong \| Nouvelle-Zélande \| Israel-Premier Tech \| + 0 s \| \| 8e \| Tim Torn Teutenberg \| Allemagne \| Lidl-Trek \| + 0 s \| \| 9e \| Henri Uhlig \| Allemagne \| Alpecin-Deceuninck \| + 0 s \| \| 10e \| Dorian Godon \| France \| Decathlon-AG2R La Mondiale \| + 0 s \| |                      |                  |                            |                 |
| |                      |                  |                            |                 |
| |                      |                  |                            |                 |
| Classement de l'étape |                      |                  |                            |                 |
| Coureur | Coureur              | Pays             | Équipe                     | Temps           |
| 1er | Bryan Coquard        | France           | Cofidis                    | 3 h 55 min 15 s |
| 2e | Phil Bauhaus         | Allemagne        | Bahrain Victorious         | + 0 s           |
| 3e | Jhonatan Narváez     | Équateur         | UAE Team Emirates XRG      | + 0 s           |
| 4e | Liam Walsh           | Australie        | UniSA-Australia            | + 0 s           |
| 5e | Samuel Watson        | Royaume-Uni      | Ineos Grenadiers           | + 0 s           |
| 6e | Tobias Lund Andresen | Danemark         | Team Picnic-PostNL         | + 0 s           |
| 7e | Corbin Strong        | Nouvelle-Zélande | Israel-Premier Tech        | + 0 s           |
| 8e | Tim Torn Teutenberg  | Allemagne        | Lidl-Trek                  | + 0 s           |
| 9e | Henri Uhlig          | Allemagne        | Alpecin-Deceuninck         | + 0 s           |
| 10e | Dorian Godon         | France           | Decathlon-AG2R La Mondiale | + 0 s           |

| \| Classement général \| Classement général \| Classement général \| Classement général \| Classement général \| \| Coureur \| Coureur \| Pays \| Équipe \| Temps \| \| ------------------ \| ------------------ \| ------------------- \| -------------------------- \| ------------------ \| \| 1er \| Javier Romo \| Espagne \| Movistar Team \| 14 h 09 min 06 s \| \| 2e \| Jhonatan Narváez \| Équateur \| UAE Team Emirates XRG \| + 4 s \| \| 3e \| Patrick Konrad \| Autriche \| Lidl-Trek \| + 10 s \| \| 4e \| Finn Fisher-Black \| Nouvelle-Zélande \| Red Bull-Bora-Hansgrohe \| + 10 s \| \| 5e \| Bastien Tronchon \| France \| Decathlon-AG2R La Mondiale \| + 12 s \| \| 6e \| Magnus Sheffield \| États-Unis \| Ineos Grenadiers \| + 15 s \| \| 7e \| Albert Philipsen \| Royaume du Danemark \| Lidl-Trek \| + 15 s \| \| 8e \| Jay Vine \| Australie \| UAE Team Emirates XRG \| + 15 s \| \| 9e \| Rémy Rochas \| France \| Groupama-FDJ \| + 15 s \| \| 10e \| Chris Harper \| Australie \| Team Jayco AlUla \| + 15 s \| |                   |                     |                            |                  |
| |                   |                     |                            |                  |
| |                   |                     |                            |                  |
| Classement général |                   |                     |                            |                  |
| Coureur | Coureur           | Pays                | Équipe                     | Temps            |
| 1er | Javier Romo       | Espagne             | Movistar Team              | 14 h 09 min 06 s |
| 2e | Jhonatan Narváez  | Équateur            | UAE Team Emirates XRG      | + 4 s            |
| 3e | Patrick Konrad    | Autriche            | Lidl-Trek                  | + 10 s           |
| 4e | Finn Fisher-Black | Nouvelle-Zélande    | Red Bull-Bora-Hansgrohe    | + 10 s           |
| 5e | Bastien Tronchon  | France              | Decathlon-AG2R La Mondiale | + 12 s           |
| 6e | Magnus Sheffield  | États-Unis          | Ineos Grenadiers           | + 15 s           |
| 7e | Albert Philipsen  | Royaume du Danemark | Lidl-Trek                  | + 15 s           |
| 8e | Jay Vine          | Australie           | UAE Team Emirates XRG      | + 15 s           |
| 9e | Rémy Rochas       | France              | Groupama-FDJ               | + 15 s           |
| 10e | Chris Harper      | Australie           | Team Jayco AlUla           | + 15 s           |

### 5eétape
| \| Classement de l'étape \| Classement de l'étape \| Classement de l'étape \| Classement de l'étape \| Classement de l'étape \| \| Coureur \| Coureur \| Pays \| Équipe \| Temps \| \| --------------------- \| --------------------- \| --------------------- \| -------------------------- \| --------------------- \| \| 1er \| Jhonatan Narváez \| Équateur \| UAE Team Emirates XRG \| 3 h 17 min 02 s \| \| 2e \| Oscar Onley \| Royaume-Uni \| Team Picnic-PostNL \| + 0 s \| \| 3e \| Finn Fisher-Black \| Nouvelle-Zélande \| Red Bull-Bora-Hansgrohe \| + 0 s \| \| 4e \| Luke Plapp \| Australie \| Team Jayco AlUla \| + 3 s \| \| 5e \| Javier Romo \| Espagne \| Movistar Team \| + 3 s \| \| 6e \| Michael Woods \| Canada \| Israel-Premier Tech \| + 6 s \| \| 7e \| Thomas Gloag \| Royaume-Uni \| Team Visma \\| Lease a Bike \| + 6 s \| \| 8e \| Magnus Sheffield \| États-Unis \| Ineos Grenadiers \| + 6 s \| \| 9e \| Bastien Tronchon \| France \| Decathlon-AG2R La Mondiale \| + 6 s \| \| 10e \| Patrick Konrad \| Autriche \| Lidl-Trek \| + 15 s \| |                   |                  |                            |                 |
| |                   |                  |                            |                 |
| |                   |                  |                            |                 |
| Classement de l'étape |                   |                  |                            |                 |
| Coureur | Coureur           | Pays             | Équipe                     | Temps           |
| 1er | Jhonatan Narváez  | Équateur         | UAE Team Emirates XRG      | 3 h 17 min 02 s |
| 2e | Oscar Onley       | Royaume-Uni      | Team Picnic-PostNL         | + 0 s           |
| 3e | Finn Fisher-Black | Nouvelle-Zélande | Red Bull-Bora-Hansgrohe    | + 0 s           |
| 4e | Luke Plapp        | Australie        | Team Jayco AlUla           | + 3 s           |
| 5e | Javier Romo       | Espagne          | Movistar Team              | + 3 s           |
| 6e | Michael Woods     | Canada           | Israel-Premier Tech        | + 6 s           |
| 7e | Thomas Gloag      | Royaume-Uni      | Team Visma \| Lease a Bike | + 6 s           |
| 8e | Magnus Sheffield  | États-Unis       | Ineos Grenadiers           | + 6 s           |
| 9e | Bastien Tronchon  | France           | Decathlon-AG2R La Mondiale | + 6 s           |
| 10e | Patrick Konrad    | Autriche         | Lidl-Trek                  | + 15 s          |

| \| Classement général \| Classement général \| Classement général \| Classement général \| Classement général \| \| Coureur \| Coureur \| Pays \| Équipe \| Temps \| \| ------------------ \| ------------------ \| ------------------ \| -------------------------- \| ------------------ \| \| 1er \| Jhonatan Narváez \| Équateur \| UAE Team Emirates XRG \| 17 h 26 min 02 s \| \| 2e \| Javier Romo \| Espagne \| Movistar Team \| + 9 s \| \| 3e \| Finn Fisher-Black \| Nouvelle-Zélande \| Red Bull-Bora-Hansgrohe \| + 12 s \| \| 4e \| Oscar Onley \| Royaume-Uni \| Team Picnic-PostNL \| + 15 s \| \| 5e \| Bastien Tronchon \| France \| Decathlon-AG2R La Mondiale \| + 24 s \| \| 6e \| Luke Plapp \| Australie \| Team Jayco AlUla \| + 24 s \| \| 7e \| Magnus Sheffield \| États-Unis \| Ineos Grenadiers \| + 27 s \| \| 8e \| Thomas Gloag \| Royaume-Uni \| Team Visma \\| Lease a Bike \| + 27 s \| \| 9e \| Patrick Konrad \| Autriche \| Lidl-Trek \| + 31 s \| \| 10e \| Michael Woods \| Canada \| Israel-Premier Tech \| + 47 s \| |                   |                  |                            |                  |
| |                   |                  |                            |                  |
| |                   |                  |                            |                  |
| Classement général |                   |                  |                            |                  |
| Coureur | Coureur           | Pays             | Équipe                     | Temps            |
| 1er | Jhonatan Narváez  | Équateur         | UAE Team Emirates XRG      | 17 h 26 min 02 s |
| 2e | Javier Romo       | Espagne          | Movistar Team              | + 9 s            |
| 3e | Finn Fisher-Black | Nouvelle-Zélande | Red Bull-Bora-Hansgrohe    | + 12 s           |
| 4e | Oscar Onley       | Royaume-Uni      | Team Picnic-PostNL         | + 15 s           |
| 5e | Bastien Tronchon  | France           | Decathlon-AG2R La Mondiale | + 24 s           |
| 6e | Luke Plapp        | Australie        | Team Jayco AlUla           | + 24 s           |
| 7e | Magnus Sheffield  | États-Unis       | Ineos Grenadiers           | + 27 s           |
| 8e | Thomas Gloag      | Royaume-Uni      | Team Visma \| Lease a Bike | + 27 s           |
| 9e | Patrick Konrad    | Autriche         | Lidl-Trek                  | + 31 s           |
| 10e | Michael Woods     | Canada           | Israel-Premier Tech        | + 47 s           |

### 6eétape
| \| Classement de l'étape \| Classement de l'étape \| Classement de l'étape \| Classement de l'étape \| Classement de l'étape \| \| Coureur \| Coureur \| Pays \| Équipe \| Temps \| \| --------------------- \| ----------------------- \| --------------------- \| ----------------------- \| --------------------- \| \| 1er \| Sam Welsford \| Australie \| Red Bull-Bora-Hansgrohe \| 1 h 53 min 14 s \| \| 2e \| Bryan Coquard \| France \| Cofidis \| + 0 s \| \| 3e \| Phil Bauhaus \| Allemagne \| Bahrain Victorious \| + 0 s \| \| 4e \| Rui Oliveira \| Portugal \| UAE Team Emirates XRG \| + 0 s \| \| 5e \| Danny van Poppel \| Pays-Bas \| Red Bull-Bora-Hansgrohe \| + 0 s \| \| 6e \| Henri Uhlig \| Allemagne \| Alpecin-Deceuninck \| + 0 s \| \| 7e \| Tobias Lund Andresen \| Danemark \| Team Picnic-PostNL \| + 0 s \| \| 8e \| Tim Torn Teutenberg \| Allemagne \| Lidl-Trek \| + 0 s \| \| 9e \| Matthew Walls \| Royaume-Uni \| Groupama-FDJ \| + 0 s \| \| 10e \| Andrea Raccagni Noviero \| Italie \| Soudal Quick-Step \| + 0 s \| |                         |             |                         |                 |
| |                         |             |                         |                 |
| |                         |             |                         |                 |
| Classement de l'étape |                         |             |                         |                 |
| Coureur | Coureur                 | Pays        | Équipe                  | Temps           |
| 1er | Sam Welsford            | Australie   | Red Bull-Bora-Hansgrohe | 1 h 53 min 14 s |
| 2e | Bryan Coquard           | France      | Cofidis                 | + 0 s           |
| 3e | Phil Bauhaus            | Allemagne   | Bahrain Victorious      | + 0 s           |
| 4e | Rui Oliveira            | Portugal    | UAE Team Emirates XRG   | + 0 s           |
| 5e | Danny van Poppel        | Pays-Bas    | Red Bull-Bora-Hansgrohe | + 0 s           |
| 6e | Henri Uhlig             | Allemagne   | Alpecin-Deceuninck      | + 0 s           |
| 7e | Tobias Lund Andresen    | Danemark    | Team Picnic-PostNL      | + 0 s           |
| 8e | Tim Torn Teutenberg     | Allemagne   | Lidl-Trek               | + 0 s           |
| 9e | Matthew Walls           | Royaume-Uni | Groupama-FDJ            | + 0 s           |
| 10e | Andrea Raccagni Noviero | Italie      | Soudal Quick-Step       | + 0 s           |

## Classements finals

### Classement général
| \| Classement général \| Classement général \| Classement général \| Classement général \| Classement général \| \| Coureur \| Coureur \| Pays \| Équipe \| Temps \| \| ------------------ \| ------------------ \| ------------------ \| -------------------------- \| ------------------ \| \| 1er \| Jhonatan Narváez \| Équateur \| UAE Team Emirates XRG \| 19 h 19 min 16 s \| \| 2e \| Javier Romo \| Espagne \| Movistar Team \| + 9 s \| \| 3e \| Finn Fisher-Black \| Nouvelle-Zélande \| Red Bull-Bora-Hansgrohe \| + 12 s \| \| 4e \| Oscar Onley \| Royaume-Uni \| Team Picnic-PostNL \| + 15 s \| \| 5e \| Bastien Tronchon \| France \| Decathlon-AG2R La Mondiale \| + 24 s \| \| 6e \| Luke Plapp \| Australie \| Team Jayco AlUla \| + 24 s \| \| 7e \| Magnus Sheffield \| États-Unis \| Ineos Grenadiers \| + 27 s \| \| 8e \| Thomas Gloag \| Royaume-Uni \| Team Visma \\| Lease a Bike \| + 27 s \| \| 9e \| Patrick Konrad \| Autriche \| Lidl-Trek \| + 31 s \| \| 10e \| Michael Woods \| Canada \| Israel-Premier Tech \| + 47 s \| |                   |                  |                            |                  |
| |                   |                  |                            |                  |
| |                   |                  |                            |                  |
| Classement général |                   |                  |                            |                  |
| Coureur | Coureur           | Pays             | Équipe                     | Temps            |
| 1er | Jhonatan Narváez  | Équateur         | UAE Team Emirates XRG      | 19 h 19 min 16 s |
| 2e | Javier Romo       | Espagne          | Movistar Team              | + 9 s            |
| 3e | Finn Fisher-Black | Nouvelle-Zélande | Red Bull-Bora-Hansgrohe    | + 12 s           |
| 4e | Oscar Onley       | Royaume-Uni      | Team Picnic-PostNL         | + 15 s           |
| 5e | Bastien Tronchon  | France           | Decathlon-AG2R La Mondiale | + 24 s           |
| 6e | Luke Plapp        | Australie        | Team Jayco AlUla           | + 24 s           |
| 7e | Magnus Sheffield  | États-Unis       | Ineos Grenadiers           | + 27 s           |
| 8e | Thomas Gloag      | Royaume-Uni      | Team Visma \| Lease a Bike | + 27 s           |
| 9e | Patrick Konrad    | Autriche         | Lidl-Trek                  | + 31 s           |
| 10e | Michael Woods     | Canada           | Israel-Premier Tech        | + 47 s           |

| Classement de la montagne | Classement de la montagne | Classement de la montagne | Classement de la montagne | Classement de la montagne |
| Coureur                   | Coureur                   | Pays                      | Équipe                    | Points                    |
| ------------------------- | ------------------------- | ------------------------- | ------------------------- | ------------------------- |
| 1er                       | Fergus Browning           | Australie                 | UniSA-Australia           | 58 pts                    |
| 2e                        | Mauro Schmid              | Suisse                    | Team Jayco AlUla          | 27 pts                    |
| 3e                        | Jhonatan Narváez          | Équateur                  | UAE Team Emirates XRG     | 16 pts                    |
| 4e                        | Chris Harper              | Australie                 | Team Jayco AlUla          | 16 pts                    |
| 5e                        | Javier Romo               | Espagne                   | Movistar Team             | 15 pts                    |
| 6e                        | Zac Marriage              | Australie                 | UniSA-Australia           | 15 pts                    |
| 7e                        | Damien Howson             | Australie                 | UniSA-Australia           | 11 pts                    |
| 8e                        | Finn Fisher-Black         | Nouvelle-Zélande          | Red Bull-Bora-Hansgrohe   | 11 pts                    |
| 9e                        | Rémy Rochas               | France                    | Groupama-FDJ              | 10 pts                    |
| 10e                       | Patrick Konrad            | Autriche                  | Lidl-Trek                 | 10 pts                    |

| Classement de la montagne | Classement de la montagne | Classement de la montagne | Classement de la montagne | Classement de la montagne |
| Coureur                   | Coureur                   | Pays                      | Équipe                    | Points                    |
| ------------------------- | ------------------------- | ------------------------- | ------------------------- | ------------------------- |
| 1er                       | Fergus Browning           | Australie                 | UniSA-Australia           | 58 pts                    |
| 2e                        | Mauro Schmid              | Suisse                    | Team Jayco AlUla          | 27 pts                    |
| 3e                        | Jhonatan Narváez          | Équateur                  | UAE Team Emirates XRG     | 16 pts                    |
| 4e                        | Chris Harper              | Australie                 | Team Jayco AlUla          | 16 pts                    |
| 5e                        | Javier Romo               | Espagne                   | Movistar Team             | 15 pts                    |
| 6e                        | Zac Marriage              | Australie                 | UniSA-Australia           | 15 pts                    |
| 7e                        | Damien Howson             | Australie                 | UniSA-Australia           | 11 pts                    |
| 8e                        | Finn Fisher-Black         | Nouvelle-Zélande          | Red Bull-Bora-Hansgrohe   | 11 pts                    |
| 9e                        | Rémy Rochas               | France                    | Groupama-FDJ              | 10 pts                    |
| 10e                       | Patrick Konrad            | Autriche                  | Lidl-Trek                 | 10 pts                    |

| Classement par points | Classement par points | Classement par points | Classement par points   | Classement par points |
| Coureur               | Coureur               | Pays                  | Équipe                  | Points                |
| --------------------- | --------------------- | --------------------- | ----------------------- | --------------------- |
| 1er                   | Sam Welsford          | Australie             | Red Bull-Bora-Hansgrohe | 90 pts                |
| 2e                    | Bryan Coquard         | France                | Cofidis                 | 70 pts                |
| 3e                    | Phil Bauhaus          | Allemagne             | Bahrain Victorious      | 61 pts                |
| 4e                    | Jhonatan Narváez      | Équateur              | UAE Team Emirates XRG   | 60 pts                |
| 5e                    | Tim Torn Teutenberg   | Allemagne             | Lidl-Trek               | 60 pts                |
| 6e                    | Tobias Lund Andresen  | Danemark              | Team Picnic-PostNL      | 50 pts                |
| 7e                    | Henri Uhlig           | Allemagne             | Alpecin-Deceuninck      | 43 pts                |
| 8e                    | Corbin Strong         | Nouvelle-Zélande      | Israel-Premier Tech     | 42 pts                |
| 9e                    | Matthew Walls         | Royaume-Uni           | Groupama-FDJ            | 38 pts                |
| 10e                   | Javier Romo           | Espagne               | Movistar Team           | 31 pts                |

| Classement par points | Classement par points | Classement par points | Classement par points   | Classement par points |
| Coureur               | Coureur               | Pays                  | Équipe                  | Points                |
| --------------------- | --------------------- | --------------------- | ----------------------- | --------------------- |
| 1er                   | Sam Welsford          | Australie             | Red Bull-Bora-Hansgrohe | 90 pts                |
| 2e                    | Bryan Coquard         | France                | Cofidis                 | 70 pts                |
| 3e                    | Phil Bauhaus          | Allemagne             | Bahrain Victorious      | 61 pts                |
| 4e                    | Jhonatan Narváez      | Équateur              | UAE Team Emirates XRG   | 60 pts                |
| 5e                    | Tim Torn Teutenberg   | Allemagne             | Lidl-Trek               | 60 pts                |
| 6e                    | Tobias Lund Andresen  | Danemark              | Team Picnic-PostNL      | 50 pts                |
| 7e                    | Henri Uhlig           | Allemagne             | Alpecin-Deceuninck      | 43 pts                |
| 8e                    | Corbin Strong         | Nouvelle-Zélande      | Israel-Premier Tech     | 42 pts                |
| 9e                    | Matthew Walls         | Royaume-Uni           | Groupama-FDJ            | 38 pts                |
| 10e                   | Javier Romo           | Espagne               | Movistar Team           | 31 pts                |

| Classement du meilleur jeune | Classement du meilleur jeune | Classement du meilleur jeune | Classement du meilleur jeune | Classement du meilleur jeune |
| Coureur                      | Coureur                      | Pays                         | Équipe                       | Temps                        |
| ---------------------------- | ---------------------------- | ---------------------------- | ---------------------------- | ---------------------------- |
| 1er                          | Albert Philipsen             | Royaume du Danemark          | Lidl-Trek                    | 19 h 20 min 25 s             |
| 2e                           | Zac Marriage                 | Australie                    | UniSA-Australia              | + 15 s                       |
| 3e                           | Pablo Torres Muiño           | Espagne                      | Interpro Cycling Academy     | + 20 s                       |
| 4e                           | Lukas Nerurkar               | Royaume-Uni                  | EF Education-EasyPost        | + 1 min 41 s                 |
| 5e                           | Menno Huising                | Pays-Bas                     | Team Visma \| Lease a Bike   | + 3 min 07 s                 |
| 6e                           | Tijmen Graat                 | Pays-Bas                     | Team Visma \| Lease a Bike   | + 4 min 33 s                 |
| 7e                           | Fergus Browning              | Australie                    | UniSA-Australia              | + 4 min 52 s                 |
| 8e                           | Matthew Brennan              | Royaume-Uni                  | Team Visma \| Lease a Bike   | + 5 min 27 s                 |
| 9e                           | Bjoern Koerdt                | Royaume-Uni                  | Team Picnic-PostNL           | + 5 min 33 s                 |
| 10e                          | Diego Pescador               | Colombie                     | Movistar Team                | + 11 min 17 s                |

| Classement du meilleur jeune | Classement du meilleur jeune | Classement du meilleur jeune | Classement du meilleur jeune | Classement du meilleur jeune |
| Coureur                      | Coureur                      | Pays                         | Équipe                       | Temps                        |
| ---------------------------- | ---------------------------- | ---------------------------- | ---------------------------- | ---------------------------- |
| 1er                          | Albert Philipsen             | Royaume du Danemark          | Lidl-Trek                    | 19 h 20 min 25 s             |
| 2e                           | Zac Marriage                 | Australie                    | UniSA-Australia              | + 15 s                       |
| 3e                           | Pablo Torres Muiño           | Espagne                      | Interpro Cycling Academy     | + 20 s                       |
| 4e                           | Lukas Nerurkar               | Royaume-Uni                  | EF Education-EasyPost        | + 1 min 41 s                 |
| 5e                           | Menno Huising                | Pays-Bas                     | Team Visma \| Lease a Bike   | + 3 min 07 s                 |
| 6e                           | Tijmen Graat                 | Pays-Bas                     | Team Visma \| Lease a Bike   | + 4 min 33 s                 |
| 7e                           | Fergus Browning              | Australie                    | UniSA-Australia              | + 4 min 52 s                 |
| 8e                           | Matthew Brennan              | Royaume-Uni                  | Team Visma \| Lease a Bike   | + 5 min 27 s                 |
| 9e                           | Bjoern Koerdt                | Royaume-Uni                  | Team Picnic-PostNL           | + 5 min 33 s                 |
| 10e                          | Diego Pescador               | Colombie                     | Movistar Team                | + 11 min 17 s                |

| Classement par équipes | Classement par équipes | Classement par équipes | Classement par équipes |
| Équipe                 | Équipe                 | Pays                   | Temps                  |
| ---------------------- | ---------------------- | ---------------------- | ---------------------- |
| 1re                    | Lidl-Trek              | États-Unis             | 58 h 00 min 34 s       |
| 2e                     | UAE Team Emirates XRG  | Émirats arabes unis    | + 2 s                  |
| 3e                     | Israel-Premier Tech    | Israël                 | + 1 min 50 s           |
| 4e                     | Team Jayco AlUla       | Australie              | + 4 min 58 s           |
| 5e                     | Groupama-FDJ           | France                 | + 5 min 22 s           |

| Classement par équipes | Classement par équipes | Classement par équipes | Classement par équipes |
| Équipe                 | Équipe                 | Pays                   | Temps                  |
| ---------------------- | ---------------------- | ---------------------- | ---------------------- |
| 1re                    | Lidl-Trek              | États-Unis             | 58 h 00 min 34 s       |
| 2e                     | UAE Team Emirates XRG  | Émirats arabes unis    | + 2 s                  |
| 3e                     | Israel-Premier Tech    | Israël                 | + 1 min 50 s           |
| 4e                     | Team Jayco AlUla       | Australie              | + 4 min 58 s           |
| 5e                     | Groupama-FDJ           | France                 | + 5 min 22 s           |

### Classements UCI
Le Tour Down Under attribue des points au Classement mondial UCI 2025 selon le barème suivant.
| Position           | 1er | 2e  | 3e  | 4e  | 5e  | 6e  | 7e  | 8e  | 9e  | 10e | 11e | 12e | 13e | 14e | 15e | 16e à 20e | 21e à 30e | 31e à 50e | 51e à 55e | 56e à 60e |
| Classement général | 500 | 400 | 325 | 275 | 225 | 175 | 150 | 125 | 100 | 80  | 70  | 60  | 50  | 40  | 35  | 30        | 20        | 10        | 5         | 3         |
| Par étapes         | 60  | 40  | 30  | 25  | 20  | 15  | 10  | 8   | 5   | 2   |     |     |     |     |     |           |           |           |           |           |
| Leader             | 10  |     |     |     |     |     |     |     |     |     |     |     |     |     |     |           |           |           |           |           |

| Rang | Coureur | Équipe | Général | Étape | Leader | Total |
| ---- | ------- | ------ | ------- | ----- | ------ | ----- |
| 1    | [[]]    | [[]]   |         |       |        |       |
| 2    | [[]]    | [[]]   |         |       |        |       |
| 3    | [[]]    | [[]]   |         |       |        |       |
| 4    | [[]]    | [[]]   |         |       |        |       |
| 5    | [[]]    | [[]]   |         |       |        |       |
| 6    | [[]]    | [[]]   |         |       |        |       |
| 7    | [[]]    | [[]]   |         |       |        |       |
| 8    | [[]]    | [[]]   |         |       |        |       |
| 9    | [[]]    | [[]]   |         |       |        |       |
| 10   | [[]]    | [[]]   |         |       |        |       |

## Évolution des classements
| #                  | Vainqueur          | Classement général | Classement de la montagne | Classement des sprints | Classement des jeunes | Classement par équipes |
| ------------------ | ------------------ | ------------------ | ------------------------- | ---------------------- | --------------------- | ---------------------- |
| 1                  | Sam Welsford       | Sam Welsford       | Fergus Browning           | Sam Welsford           | Matthew Brennan       | Alpecin-Deceuninck     |
| 2                  | Sam Welsford       | Sam Welsford       | Fergus Browning           | Sam Welsford           | Matthew Brennan       | Alpecin-Deceuninck     |
| 3                  | Javier Romo        | Javier Romo        | Fergus Browning           | Sam Welsford           | Albert Philipsen      | Lidl-Trek              |
| 4                  | Bryan Coquard      | Javier Romo        | Fergus Browning           | Sam Welsford           | Albert Philipsen      | Lidl-Trek              |
| 5                  | Jhonatan Narváez   | Jhonatan Narváez   | Fergus Browning           | Sam Welsford           | Albert Philipsen      | Lidl-Trek              |
| 6                  | Sam Welsford       | Jhonatan Narváez   | Fergus Browning           | Sam Welsford           | Albert Philipsen      | Lidl-Trek              |
| Classements finals | Classements finals | Jhonatan Narváez   | Fergus Browning           | Sam Welsford           | Albert Philipsen      | Lidl-Trek              |

## Liste des participants
| Légende                             | Légende                                                                                                  | Légende                                | Légende                                                                                                  |
| ----------------------------------- | --- | -------------------------------------- | --- |
| Num                                 | Dossard de départ porté par le coureur sur ce Tour Down Under                                            | Pos                                    | Position finale au classement général                                                                    |
| Leader du classement général        | Indique le vainqueur du classement général                                                               | Leader du classement des sprints       | Indique le vainqueur du classement des sprints                                                           |
| Leader du classement de la montagne | Indique le vainqueur du classement de la montagne                                                        | Leader du classement du meilleur jeune | Indique le vainqueur du classement du meilleur jeune                                                     |
|                                     | Indique un maillot de champion national ou mondial, suivi de sa spécialité                               | #                                      | Indique la meilleure équipe                                                                              |
| NP                                  | Indique un coureur qui n'a pas pris le départ d'une étape, suivi du numéro de l'étape où il s'est retiré | AB                                     | Indique un coureur qui n'a pas terminé une étape, suivi du numéro de l'étape où il s'est retiré          |
| HD                                  | Indique un coureur qui a terminé une étape hors des délais, suivi du numéro de l'étape                   | *                                      | Indique un coureur en lice pour le classement du meilleur jeune (coureurs nés après le 1er janvier 1994) |

| Israel-Premier Tech IPT | Israel-Premier Tech IPT | Israel-Premier Tech IPT |
| ----------------------- | ----------------------- | ----------------------- |
| Num                     | Coureur                 | Pos                     |
| 1                       | Stephen Williams (GBR)  | 53e                     |
| 2                       | George Bennett (NZL)    | 30e                     |
| 3                       | Simon Clarke (AUS)      | 106e                    |
| 4                       | Pier-André Côté (CAN)   | 104e                    |
| 5                       | Nick Schultz (AUS)      | 81e                     |
| 6                       | Corbin Strong (NZL)     | 21e                     |
| 7                       | Michael Woods (CAN)     | 10e                     |

| Team Jayco AlUla JAY | Team Jayco AlUla JAY         | Team Jayco AlUla JAY |
| -------------------- | ---------------------------- | -------------------- |
| Num                  | Coureur                      | Pos                  |
| 11                   | Luke Plapp (AUS)             | 6e                   |
| 12                   | Luke Durbridge (AUS) (route) | 121e                 |
| 13                   | Chris Harper (AUS)           | 14e                  |
| 14                   | Michael Hepburn (AUS)        | 127e                 |
| 15                   | Kelland O'Brien (AUS)        | 73e                  |
| 16                   | Mauro Schmid (SUI) (route)   | 40e                  |
| 17                   | Campbell Stewart (NZL)       | 122e                 |

| Bahrain Victorious TBV | Bahrain Victorious TBV   | Bahrain Victorious TBV |
| ---------------------- | ------------------------ | ---------------------- |
| Num                    | Coureur                  | Pos                    |
| 21                     | Phil Bauhaus (GER)       | 102e                   |
| 22                     | Nikias Arndt (GER)       | 101e                   |
| 23                     | Roman Ermakov (RUS)      | 79e                    |
| 24                     | Afonso Eulálio (POR)     | 15e                    |
| 25                     | Mathijs Paasschens (NED) | 82e                    |
| 26                     | Daniel Skerl (ITA)       | 131e                   |
| 27                     | Robert Stannard (AUS)    | 57e                    |

| UAE Team Emirates XRG UAD | UAE Team Emirates XRG UAD      | UAE Team Emirates XRG UAD |
| ------------------------- | ------------------------------ | ------------------------- |
| Num                       | Coureur                        | Pos                       |
| 31                        | Jay Vine (AUS)                 | 11e                       |
| 32                        | Rune Herregodts (BEL)          | 117e                      |
| 33                        | Julius Johansen (DEN)          | 120e                      |
| 34                        | Jhonatan Narváez (ECU) (route) | 1er                       |
| 35                        | Rui Oliveira (POR)             | 98e                       |
| 36                        | Marc Soler (ESP)               | 90e                       |
| 37                        | Pablo Torres Arias (ESP)       | 22e                       |

| Soudal Quick-Step SOQ | Soudal Quick-Step SOQ         | Soudal Quick-Step SOQ |
| --------------------- | ----------------------------- | --------------------- |
| Num                   | Coureur                       | Pos                   |
| 41                    | Pascal Eenkhoorn (NED)        | 86e                   |
| 42                    | Pieter Serry (BEL)            | 72e                   |
| 43                    | Andrea Raccagni Noviero (ITA) | 108e                  |
| 44                    | Casper Pedersen (DEN)         | 69e                   |
| 45                    | Antoine Huby (FRA)            | 54e                   |
| 46                    | James Knox (GBR)              | 124e                  |
| 47                    | William Junior Lecerf (BEL)   | 20e                   |

| Decathlon-AG2R La Mondiale DAT | Decathlon-AG2R La Mondiale DAT | Decathlon-AG2R La Mondiale DAT |
| ------------------------------ | ------------------------------ | ------------------------------ |
| Num                            | Coureur                        | Pos                            |
| 51                             | Paul Lapeira (FRA) (route)     | 49e                            |
| 52                             | Geoffrey Bouchard (FRA)        | 87e                            |
| 53                             | Dorian Godon (FRA)             | 43e                            |
| 54                             | Noa Isidore (FRA)              | 110e                           |
| 55                             | Jordan Labrosse (FRA)          | 56e                            |
| 56                             | Bastien Tronchon (FRA)         | 5e                             |
| 57                             | Andrea Vendrame (ITA)          | 75e                            |

| Intermarché-Wanty IWA | Intermarché-Wanty IWA    | Intermarché-Wanty IWA |
| --------------------- | ------------------------ | --------------------- |
| Num                   | Coureur                  | Pos                   |
| 61                    | Francesco Busatto (ITA)  | 74e                   |
| 62                    | Dries De Pooter (BEL)    | 36e                   |
| 63                    | Arne Marit (BEL)         | 105e                  |
| 64                    | Tom Paquot (BEL)         | 133e                  |
| 65                    | Dion Smith (NZL)         | 48e                   |
| 66                    | Taco van der Hoorn (NED) | 134e                  |
| 67                    | Georg Zimmermann (GER)   | 18e                   |

| Ineos Grenadiers IGD | Ineos Grenadiers IGD     | Ineos Grenadiers IGD |
| -------------------- | ------------------------ | -------------------- |
| Num                  | Coureur                  | Pos                  |
| 71                   | Lucas Hamilton (AUS)     | 65e                  |
| 72                   | Michał Kwiatkowski (POL) | 52e                  |
| 73                   | Magnus Sheffield (USA)   | 7e                   |
| 74                   | Ben Swift (GBR)          | 78e                  |
| 75                   | Connor Swift (GBR)       | 66e                  |
| 76                   | Geraint Thomas (GBR)     | 129e                 |
| 77                   | Samuel Watson (GBR)      | 77e                  |

| Red Bull-Bora-Hansgrohe RBH | Red Bull-Bora-Hansgrohe RBH | Red Bull-Bora-Hansgrohe RBH |
| --------------------------- | --------------------------- | --------------------------- |
| Num                         | Coureur                     | Pos                         |
| 81                          | Sam Welsford (AUS)          | 114e                        |
| 82                          | Finn Fisher-Black (NZL)     | 3e                          |
| 83                          | Filip Maciejuk (POL)        | 118e                        |
| 84                          | Ryan Mullen (IRL)           | 126e                        |
| 85                          | Laurence Pithie (NZL)       | 63e                         |
| 86                          | Danny van Poppel (NED)      | 84e                         |
| 87                          | Ben Zwiehoff (GER)          | 35e                         |

| Team Picnic-PostNL TPP | Team Picnic-PostNL TPP     | Team Picnic-PostNL TPP |
| ---------------------- | -------------------------- | ---------------------- |
| Num                    | Coureur                    | Pos                    |
| 91                     | Tobias Lund Andresen (DEN) | 88e                    |
| 92                     | Julius van den Berg (NED)  | 109e                   |
| 93                     | Patrick Eddy (AUS)         | 97e                    |
| 94                     | Alexander Edmondson (AUS)  | 96e                    |
| 95                     | Gijs Leemreize (NED)       | 50e                    |
| 96                     | Oscar Onley (GBR)          | 4e                     |
| 97                     | Bjoern Koerdt (GBR)        | 44e                    |

| Cofidis COF | Cofidis COF          | Cofidis COF |
| ----------- | -------------------- | ----------- |
| Num         | Coureur              | Pos         |
| 101         | Bryan Coquard (FRA)  | 89e         |
| 102         | Jesús Herrada (ESP)  | 51e         |
| 103         | Ion Izagirre (ESP)   | 25e         |
| 104         | Nolann Mahoudo (FRA) | 116e        |
| 105         | Jan Maas (NED)       | 113e        |
| 106         | Paul Ourselin (FRA)  | 60e         |
| 107         | Alexis Renard (FRA)  | 91e         |

| Arkéa-B&B Hotels ARK | Arkéa-B&B Hotels ARK     | Arkéa-B&B Hotels ARK |
| -------------------- | ------------------------ | -------------------- |
| Num                  | Coureur                  | Pos                  |
| 111                  | Cristian Rodríguez (ESP) | 29e                  |
| 112                  | Giosuè Epis (ITA)        | 99e                  |
| 113                  | Donavan Grondin (FRA)    | 119e                 |
| 114                  | Louis Rouland (FRA)      | 76e                  |
| 115                  | Miles Scotson (AUS)      | NP-1                 |
| 116                  | Martin Tjøtta (NOR)      | 45e                  |
| 117                  | Alessandro Verre (ITA)   | 37e                  |

| Movistar Team MOV | Movistar Team MOV                | Movistar Team MOV |
| ----------------- | -------------------------------- | ----------------- |
| Num               | Coureur                          | Pos               |
| 121               | Carlos Canal (ESP)               | 46e               |
| 122               | Manlio Moro (ITA)                | NP-1              |
| 123               | Gregor Mühlberger (AUT)          | 103e              |
| 124               | Mathias Norsgaard (DEN)          | 123e              |
| 125               | Diego Pescador (COL)             | 68e               |
| 126               | Natnael Tesfatsion (ERI) (route) | 33e               |
| 127               | Javier Romo (ESP)                | 2e                |

| Team Visma \| Lease a Bike TVL | Team Visma \| Lease a Bike TVL | Team Visma \| Lease a Bike TVL |
| ------------------------------ | ------------------------------ | ------------------------------ |
| Num                            | Coureur                        | Pos                            |
| 131                            | Dylan van Baarle (NED)         | NP-2                           |
| 132                            | Loe van Belle (NED)            | AB-5                           |
| 133                            | Matthew Brennan (GBR)          | 42e                            |
| 134                            | Thomas Gloag (GBR)             | 8e                             |
| 135                            | Tijmen Graat (NED)             | 38e                            |
| 136                            | Menno Huising (NED)            | 34e                            |
| 137                            | Julien Vermote (BEL)           | 128e                           |

| EF Education-EasyPost EFE | EF Education-EasyPost EFE | EF Education-EasyPost EFE |
| ------------------------- | ------------------------- | ------------------------- |
| Num                       | Coureur                   | Pos                       |
| 141                       | Esteban Chaves (COL)      | 26e                       |
| 142                       | Yuhi Todome (JPN)         | 107e                      |
| 143                       | Lukas Nerurkar (GBR)      | 28e                       |
| 144                       | Jardi van der Lee (NED)   | 93e                       |
| 145                       | Markel Beloki (ESP)       | 71e                       |
| 146                       | Max Walker (GBR)          | 85e                       |
| 147                       | Alastair Mackellar (AUS)  | 58e                       |

| Alpecin-Deceuninck ADC | Alpecin-Deceuninck ADC      | Alpecin-Deceuninck ADC |
| ---------------------- | --------------------------- | ---------------------- |
| Num                    | Coureur                     | Pos                    |
| 151                    | Tobias Bayer (AUT)          | 83e                    |
| 152                    | Lars Boven (NED)            | 92e                    |
| 153                    | Ramses Debruyne (BEL)       | 115e                   |
| 154                    | Simon Dehairs (BEL)         | 132e                   |
| 155                    | Gal Glivar (SLO)            | 27e                    |
| 156                    | Henri Uhlig (GER)           | 62e                    |
| 157                    | Fabio Van den Bossche (BEL) | 64e                    |

| XDS Astana Team XAT | XDS Astana Team XAT           | XDS Astana Team XAT |
| ------------------- | ----------------------------- | ------------------- |
| Num                 | Coureur                       | Pos                 |
| 161                 | Alberto Bettiol (ITA) (route) | 67e                 |
| 162                 | Nicola Conci (ITA)            | 95e                 |
| 163                 | Aaron Gate (NZL) (route)      | 61e                 |
| 164                 | Harold Martín López (ECU)     | AB-3                |
| 165                 | Henok Mulubrhan (ERI) (route) | 31e                 |
| 166                 | Ide Schelling (NED)           | 112e                |
| 167                 | Sergio Higuita (COL)          | 23e                 |

| Lidl-Trek LTK | Lidl-Trek LTK             | Lidl-Trek LTK |
| ------------- | ------------------------- | ------------- |
| Num           | Coureur                   | Pos           |
| 171           | Tim Torn Teutenberg (GER) | 80e           |
| 172           | Juan Pedro López (ESP)    | DQ-6          |
| 173           | Bauke Mollema (NED)       | 13e           |
| 174           | Jacopo Mosca (ITA)        | 59e           |
| 175           | Albert Philipsen          | 17e           |
| 176           | Patrick Konrad (AUT)      | 9e            |
| 177           | Andrea Bagioli (ITA)      | 24e           |

| Groupama-FDJ GFC | Groupama-FDJ GFC        | Groupama-FDJ GFC |
| ---------------- | ----------------------- | ---------------- |
| Num              | Coureur                 | Pos              |
| 181              | Lewis Askey (GBR)       | 55e              |
| 182              | Sven Erik Bystrøm (NOR) | 47e              |
| 183              | Clément Davy (FRA)      | 70e              |
| 184              | Eddy Le Huitouze (FRA)  | 130e             |
| 185              | Quentin Pacher (FRA)    | 32e              |
| 186              | Rémy Rochas (FRA)       | 12e              |
| 187              | Matthew Walls (GBR)     | 94e              |

| UniSA-Australia AUS | UniSA-Australia AUS   | UniSA-Australia AUS |
| ------------------- | --------------------- | ------------------- |
| Num                 | Coureur               | Pos                 |
| 191                 | Damien Howson (AUS)   | 41e                 |
| 192                 | Cameron Scott (AUS)   | 111e                |
| 193                 | Zac Marriage (AUS)    | 19e                 |
| 194                 | Fergus Browning (AUS) | 39e                 |
| 195                 | Rudy Porter (AUS)     | 16e                 |
| 196                 | Oliver Bleddyn (AUS)  | 100e                |
| 197                 | Liam Walsh (AUS)      | 125e                |

| Israel-Premier Tech IPT | Israel-Premier Tech IPT | Israel-Premier Tech IPT |
| ----------------------- | ----------------------- | ----------------------- |
| Num                     | Coureur                 | Pos                     |
| 1                       | Stephen Williams (GBR)  | 53e                     |
| 2                       | George Bennett (NZL)    | 30e                     |
| 3                       | Simon Clarke (AUS)      | 106e                    |
| 4                       | Pier-André Côté (CAN)   | 104e                    |
| 5                       | Nick Schultz (AUS)      | 81e                     |
| 6                       | Corbin Strong (NZL)     | 21e                     |
| 7                       | Michael Woods (CAN)     | 10e                     |

| Team Jayco AlUla JAY | Team Jayco AlUla JAY         | Team Jayco AlUla JAY |
| -------------------- | ---------------------------- | -------------------- |
| Num                  | Coureur                      | Pos                  |
| 11                   | Luke Plapp (AUS)             | 6e                   |
| 12                   | Luke Durbridge (AUS) (route) | 121e                 |
| 13                   | Chris Harper (AUS)           | 14e                  |
| 14                   | Michael Hepburn (AUS)        | 127e                 |
| 15                   | Kelland O'Brien (AUS)        | 73e                  |
| 16                   | Mauro Schmid (SUI) (route)   | 40e                  |
| 17                   | Campbell Stewart (NZL)       | 122e                 |

| Bahrain Victorious TBV | Bahrain Victorious TBV   | Bahrain Victorious TBV |
| ---------------------- | ------------------------ | ---------------------- |
| Num                    | Coureur                  | Pos                    |
| 21                     | Phil Bauhaus (GER)       | 102e                   |
| 22                     | Nikias Arndt (GER)       | 101e                   |
| 23                     | Roman Ermakov (RUS)      | 79e                    |
| 24                     | Afonso Eulálio (POR)     | 15e                    |
| 25                     | Mathijs Paasschens (NED) | 82e                    |
| 26                     | Daniel Skerl (ITA)       | 131e                   |
| 27                     | Robert Stannard (AUS)    | 57e                    |

| UAE Team Emirates XRG UAD | UAE Team Emirates XRG UAD      | UAE Team Emirates XRG UAD |
| ------------------------- | ------------------------------ | ------------------------- |
| Num                       | Coureur                        | Pos                       |
| 31                        | Jay Vine (AUS)                 | 11e                       |
| 32                        | Rune Herregodts (BEL)          | 117e                      |
| 33                        | Julius Johansen (DEN)          | 120e                      |
| 34                        | Jhonatan Narváez (ECU) (route) | 1er                       |
| 35                        | Rui Oliveira (POR)             | 98e                       |
| 36                        | Marc Soler (ESP)               | 90e                       |
| 37                        | Pablo Torres Arias (ESP)       | 22e                       |

| Soudal Quick-Step SOQ | Soudal Quick-Step SOQ         | Soudal Quick-Step SOQ |
| --------------------- | ----------------------------- | --------------------- |
| Num                   | Coureur                       | Pos                   |
| 41                    | Pascal Eenkhoorn (NED)        | 86e                   |
| 42                    | Pieter Serry (BEL)            | 72e                   |
| 43                    | Andrea Raccagni Noviero (ITA) | 108e                  |
| 44                    | Casper Pedersen (DEN)         | 69e                   |
| 45                    | Antoine Huby (FRA)            | 54e                   |
| 46                    | James Knox (GBR)              | 124e                  |
| 47                    | William Junior Lecerf (BEL)   | 20e                   |

| Decathlon-AG2R La Mondiale DAT | Decathlon-AG2R La Mondiale DAT | Decathlon-AG2R La Mondiale DAT |
| ------------------------------ | ------------------------------ | ------------------------------ |
| Num                            | Coureur                        | Pos                            |
| 51                             | Paul Lapeira (FRA) (route)     | 49e                            |
| 52                             | Geoffrey Bouchard (FRA)        | 87e                            |
| 53                             | Dorian Godon (FRA)             | 43e                            |
| 54                             | Noa Isidore (FRA)              | 110e                           |
| 55                             | Jordan Labrosse (FRA)          | 56e                            |
| 56                             | Bastien Tronchon (FRA)         | 5e                             |
| 57                             | Andrea Vendrame (ITA)          | 75e                            |

| Intermarché-Wanty IWA | Intermarché-Wanty IWA    | Intermarché-Wanty IWA |
| --------------------- | ------------------------ | --------------------- |
| Num                   | Coureur                  | Pos                   |
| 61                    | Francesco Busatto (ITA)  | 74e                   |
| 62                    | Dries De Pooter (BEL)    | 36e                   |
| 63                    | Arne Marit (BEL)         | 105e                  |
| 64                    | Tom Paquot (BEL)         | 133e                  |
| 65                    | Dion Smith (NZL)         | 48e                   |
| 66                    | Taco van der Hoorn (NED) | 134e                  |
| 67                    | Georg Zimmermann (GER)   | 18e                   |

| Ineos Grenadiers IGD | Ineos Grenadiers IGD     | Ineos Grenadiers IGD |
| -------------------- | ------------------------ | -------------------- |
| Num                  | Coureur                  | Pos                  |
| 71                   | Lucas Hamilton (AUS)     | 65e                  |
| 72                   | Michał Kwiatkowski (POL) | 52e                  |
| 73                   | Magnus Sheffield (USA)   | 7e                   |
| 74                   | Ben Swift (GBR)          | 78e                  |
| 75                   | Connor Swift (GBR)       | 66e                  |
| 76                   | Geraint Thomas (GBR)     | 129e                 |
| 77                   | Samuel Watson (GBR)      | 77e                  |

| Red Bull-Bora-Hansgrohe RBH | Red Bull-Bora-Hansgrohe RBH | Red Bull-Bora-Hansgrohe RBH |
| --------------------------- | --------------------------- | --------------------------- |
| Num                         | Coureur                     | Pos                         |
| 81                          | Sam Welsford (AUS)          | 114e                        |
| 82                          | Finn Fisher-Black (NZL)     | 3e                          |
| 83                          | Filip Maciejuk (POL)        | 118e                        |
| 84                          | Ryan Mullen (IRL)           | 126e                        |
| 85                          | Laurence Pithie (NZL)       | 63e                         |
| 86                          | Danny van Poppel (NED)      | 84e                         |
| 87                          | Ben Zwiehoff (GER)          | 35e                         |

| Team Picnic-PostNL TPP | Team Picnic-PostNL TPP     | Team Picnic-PostNL TPP |
| ---------------------- | -------------------------- | ---------------------- |
| Num                    | Coureur                    | Pos                    |
| 91                     | Tobias Lund Andresen (DEN) | 88e                    |
| 92                     | Julius van den Berg (NED)  | 109e                   |
| 93                     | Patrick Eddy (AUS)         | 97e                    |
| 94                     | Alexander Edmondson (AUS)  | 96e                    |
| 95                     | Gijs Leemreize (NED)       | 50e                    |
| 96                     | Oscar Onley (GBR)          | 4e                     |
| 97                     | Bjoern Koerdt (GBR)        | 44e                    |

| Cofidis COF | Cofidis COF          | Cofidis COF |
| ----------- | -------------------- | ----------- |
| Num         | Coureur              | Pos         |
| 101         | Bryan Coquard (FRA)  | 89e         |
| 102         | Jesús Herrada (ESP)  | 51e         |
| 103         | Ion Izagirre (ESP)   | 25e         |
| 104         | Nolann Mahoudo (FRA) | 116e        |
| 105         | Jan Maas (NED)       | 113e        |
| 106         | Paul Ourselin (FRA)  | 60e         |
| 107         | Alexis Renard (FRA)  | 91e         |

| Arkéa-B&B Hotels ARK | Arkéa-B&B Hotels ARK     | Arkéa-B&B Hotels ARK |
| -------------------- | ------------------------ | -------------------- |
| Num                  | Coureur                  | Pos                  |
| 111                  | Cristian Rodríguez (ESP) | 29e                  |
| 112                  | Giosuè Epis (ITA)        | 99e                  |
| 113                  | Donavan Grondin (FRA)    | 119e                 |
| 114                  | Louis Rouland (FRA)      | 76e                  |
| 115                  | Miles Scotson (AUS)      | NP-1                 |
| 116                  | Martin Tjøtta (NOR)      | 45e                  |
| 117                  | Alessandro Verre (ITA)   | 37e                  |

| Movistar Team MOV | Movistar Team MOV                | Movistar Team MOV |
| ----------------- | -------------------------------- | ----------------- |
| Num               | Coureur                          | Pos               |
| 121               | Carlos Canal (ESP)               | 46e               |
| 122               | Manlio Moro (ITA)                | NP-1              |
| 123               | Gregor Mühlberger (AUT)          | 103e              |
| 124               | Mathias Norsgaard (DEN)          | 123e              |
| 125               | Diego Pescador (COL)             | 68e               |
| 126               | Natnael Tesfatsion (ERI) (route) | 33e               |
| 127               | Javier Romo (ESP)                | 2e                |

| Team Visma \| Lease a Bike TVL | Team Visma \| Lease a Bike TVL | Team Visma \| Lease a Bike TVL |
| ------------------------------ | ------------------------------ | ------------------------------ |
| Num                            | Coureur                        | Pos                            |
| 131                            | Dylan van Baarle (NED)         | NP-2                           |
| 132                            | Loe van Belle (NED)            | AB-5                           |
| 133                            | Matthew Brennan (GBR)          | 42e                            |
| 134                            | Thomas Gloag (GBR)             | 8e                             |
| 135                            | Tijmen Graat (NED)             | 38e                            |
| 136                            | Menno Huising (NED)            | 34e                            |
| 137                            | Julien Vermote (BEL)           | 128e                           |

| EF Education-EasyPost EFE | EF Education-EasyPost EFE | EF Education-EasyPost EFE |
| ------------------------- | ------------------------- | ------------------------- |
| Num                       | Coureur                   | Pos                       |
| 141                       | Esteban Chaves (COL)      | 26e                       |
| 142                       | Yuhi Todome (JPN)         | 107e                      |
| 143                       | Lukas Nerurkar (GBR)      | 28e                       |
| 144                       | Jardi van der Lee (NED)   | 93e                       |
| 145                       | Markel Beloki (ESP)       | 71e                       |
| 146                       | Max Walker (GBR)          | 85e                       |
| 147                       | Alastair Mackellar (AUS)  | 58e                       |

| Alpecin-Deceuninck ADC | Alpecin-Deceuninck ADC      | Alpecin-Deceuninck ADC |
| ---------------------- | --------------------------- | ---------------------- |
| Num                    | Coureur                     | Pos                    |
| 151                    | Tobias Bayer (AUT)          | 83e                    |
| 152                    | Lars Boven (NED)            | 92e                    |
| 153                    | Ramses Debruyne (BEL)       | 115e                   |
| 154                    | Simon Dehairs (BEL)         | 132e                   |
| 155                    | Gal Glivar (SLO)            | 27e                    |
| 156                    | Henri Uhlig (GER)           | 62e                    |
| 157                    | Fabio Van den Bossche (BEL) | 64e                    |

| XDS Astana Team XAT | XDS Astana Team XAT           | XDS Astana Team XAT |
| ------------------- | ----------------------------- | ------------------- |
| Num                 | Coureur                       | Pos                 |
| 161                 | Alberto Bettiol (ITA) (route) | 67e                 |
| 162                 | Nicola Conci (ITA)            | 95e                 |
| 163                 | Aaron Gate (NZL) (route)      | 61e                 |
| 164                 | Harold Martín López (ECU)     | AB-3                |
| 165                 | Henok Mulubrhan (ERI) (route) | 31e                 |
| 166                 | Ide Schelling (NED)           | 112e                |
| 167                 | Sergio Higuita (COL)          | 23e                 |

| Lidl-Trek LTK | Lidl-Trek LTK             | Lidl-Trek LTK |
| ------------- | ------------------------- | ------------- |
| Num           | Coureur                   | Pos           |
| 171           | Tim Torn Teutenberg (GER) | 80e           |
| 172           | Juan Pedro López (ESP)    | DQ-6          |
| 173           | Bauke Mollema (NED)       | 13e           |
| 174           | Jacopo Mosca (ITA)        | 59e           |
| 175           | Albert Philipsen          | 17e           |
| 176           | Patrick Konrad (AUT)      | 9e            |
| 177           | Andrea Bagioli (ITA)      | 24e           |

| Groupama-FDJ GFC | Groupama-FDJ GFC        | Groupama-FDJ GFC |
| ---------------- | ----------------------- | ---------------- |
| Num              | Coureur                 | Pos              |
| 181              | Lewis Askey (GBR)       | 55e              |
| 182              | Sven Erik Bystrøm (NOR) | 47e              |
| 183              | Clément Davy (FRA)      | 70e              |
| 184              | Eddy Le Huitouze (FRA)  | 130e             |
| 185              | Quentin Pacher (FRA)    | 32e              |
| 186              | Rémy Rochas (FRA)       | 12e              |
| 187              | Matthew Walls (GBR)     | 94e              |

| UniSA-Australia AUS | UniSA-Australia AUS   | UniSA-Australia AUS |
| ------------------- | --------------------- | ------------------- |
| Num                 | Coureur               | Pos                 |
| 191                 | Damien Howson (AUS)   | 41e                 |
| 192                 | Cameron Scott (AUS)   | 111e                |
| 193                 | Zac Marriage (AUS)    | 19e                 |
| 194                 | Fergus Browning (AUS) | 39e                 |
| 195                 | Rudy Porter (AUS)     | 16e                 |
| 196                 | Oliver Bleddyn (AUS)  | 100e                |
| 197                 | Liam Walsh (AUS)      | 125e                |